# Lindome socken
Lindome socken i Halland ingick i Fjäre härad, ingår sedan 1971 i Mölndals kommun, från 1998 i Västra Götalands län och motsvarar från 2016 Lindome distrikt och de sex sydligaste kommunområdena i Mölndals kommun.
Socknens areal är 81,7 kvadratkilometer, varav 77,70 land. 31 december 2011 fanns här 13 883 invånare. Tätorten Hällesåker samt tätorten Lindome med sockenkyrkan Lindome kyrka ligger i socknen.

## Administrativ historik
Lindome socken har medeltida ursprung. Socknen var i århundraden danskt område och blev i likhet hela provinsen Halland "svensk på 30 år" i samband med freden i Brömsebro 1645. Permanent svensk blev både Halland och Lindome socken efter freden i Roskilde 1658. Gränstvisterna fortsatte dock i mindre skala – mellan län, härader, socknar och byar – och den sista gränsregleringen stadfästes först i mitten av 1950-talet.
Vid kommunreformen 1862 övergick socknens ansvar för de kyrkliga frågorna till Lindome församling och för de borgerliga frågorna till Lindome landskommun. Landskommunen uppgick 1971 i Mölndals kommun och överfördes samtidigt från Hallands län till Göteborgs och Bohus län.
1 januari 2016 inrättades distriktet Lindome, med samma omfattning som församlingen hade 1999/2000.
Numera (2012) definierar Mölndals kommun inte eller endast sällan före detta Lindome socken som en egen kommundel. I folkräkningar noteras dock invånarantalet enligt de fyra församlingar i Svenska kyrkan som finns i kommunen (Fässberg, Stensjön, Kållered och Lindome). De sex sydligaste kommunområdena (av totalt 28 stycken) i kommunen motsvarar dock församlingen och den gamla socknens yta.
De sex kommunområdena har följande namn, från väster räknat:
- Lindomes västra glesbygd (Lind 41)
- Västra Lindome (P)
- Centrala Lindome (Q)
- Östra Lindome (R)
- Lindomes östra glesbygd (Lind 42)
- Hällesåker (Häll 31)

Socknen har tillhört fögderier och domsagor enligt Fjäre härad. De indelta båtsmännen tillhörde Norra Hallands första båtsmanskompani.

## Geografi och natur
Lindome socken ligger mellan Kungsbacka och Mölndal kring Kungsbackaån. Socknen har dalgångsbygd utmed åarna omgiven av bergig skogsbygd.
Sandsjöbacka naturreservat som delas med Kållereds och Fässbergs socknar ingår i EU-nätverket Natura 2000. Socknen är rik på mindre insjöar. De större är Nordsjön som delas med Landvetters och Råda socknar i Härryda kommun, Östersjön som delas med Landvetters socken, Västra Ingsjön som förutom med Landvetters socken även delas med Sätila socken i Marks kommun samt Stora Djursjön som delas med Älvsåkers socken i Kungsbacka kommun.

### Rekreation
Lindome har en omväxlande natur. Bohusleden passerar nära kyrkan vid Bunketorp, där IK Uvens klubbstuga ligger. Där utgår motionsslingor, runt Hassungaredssjöarna, och alldeles nära ligger också Mölndals Golfklubbs 18-hålsbana.
Sandsjöbacka naturreservat har många iordninggjorda vandringsleder. Namnet kommer från Sandsjön, nedanför den mäktiga Sandsjöbräcka (Bräckan, geologiskt en drumlin).
Det finns två badsjöar i Lindome, varav den ena heter Södra Barnsjön och ligger nära Lindome kyrka. På motsatta sidan av Lindome ligger Fagaredssjön som är en väldigt liten sjö, dock med två bryggor och vandringsleder runt.

## Historia
Från stenåldern finns cirka 40 boplatser och fem hällkistor och från bronsåldern spridda gravrösen. Från järnåldern finns två gravfält och två fornborgar.

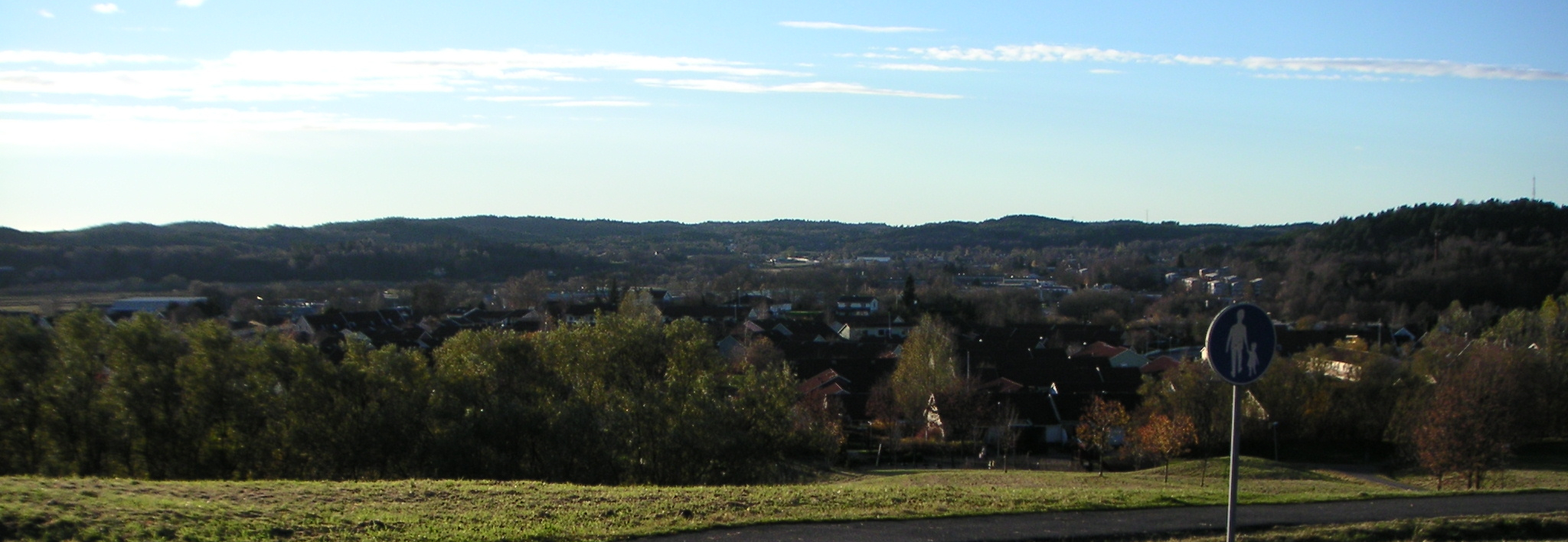
Från åsen vid Lindome kyrka syns hur västra delen av Lindome socken domineras av skogklädda höjder.

Under äldre tid var de skogklädda bergen i nordväst, norr och nordöst gräns mot Sverige, med mer eller mindre fast gränsdragning. Den större delen av befolkningen bodde på slätten vid Lindomeån (det lokala namnet för Kungsbackaån), men de glest bebodda gränsmarkerna hade strategisk betydelse med ställvis förekomst av stationerad trupp. Exempelvis fanns reglemente om att man i äldre tid i Långås, i västligaste delen av socknen och nära till det svenska Askims socken, skulle hålla kronan med häst. Långås var ett av "skogstorpen" i Skog(s)torpa rote, där de andra "torpen" hette Hällesås, Kimmersbo, Högsered, Dunsered och (ibland) Torkelsbohög samt Fagered.
I både Skogtorpa och i andra delar av socknen är det vanligt med stensatta gårdsplaner vid manshus och ladugård.
Lindome är kanske mest känt för sin möbelproduktion under inte minst 1800-talet till tidiga 1900-talet. Bland annat tillverkades här göteborgsstolen, ofta kallad Lindomestolen. Anledningen kan sökas i dels det magra jordbruket (möbelproduktion var för många en nödvändig bisyssla på vintern), dels i tillgång till virke, samt avsättningsmöjligheter i Göteborg. Det berättas hur man till fots transporterade varorna, för försäljning runt Järntorget.
De olika gårdarna och byarna i socknen tillverkade olika slags möbler – se möbeltillverkning i Lindome.
En annan stor binäring i Lindome var biodling. Lindome (det ursprungliga Ljunghem), med sina stora ljunghedar, gav under vissa perioder upphov till en stor produktion av ljunghonung.
Lindome har på senare tid blivit känd för det uppmärksammade mord som ledde till rättegången om Lindomefallet, som med viss orätt kommit att symbolisera ett fall där två gärningsmän båda frikänns efter att ha skyllt på varandra.

## Namnet
Namnet (1403 Lyngemä) kommer från den tidigare kyrkbyn. Förleden innehåller lyng, 'ljung'. Efterleden är hem, 'boplats; gård'.

## Befolkningsutveckling
| Befolkningsutvecklingen i Lindome socken 1769–1990                                                      | Befolkningsutvecklingen i Lindome socken 1769–1990 | Befolkningsutvecklingen i Lindome socken 1769–1990 | Befolkningsutvecklingen i Lindome socken 1769–1990 | Befolkningsutvecklingen i Lindome socken 1769–1990 |
| --- | -------------------------------------------------- | -------------------------------------------------- | -------------------------------------------------- | -------------------------------------------------- |
| |                                                    |                                                    |                                                    |                                                    |
| År |                                                    |                                                    | Folkmängd                                          |                                                    |
| 1769 | 1769                                               |                                                    | 1 535                                              |                                                    |
| 1780 | 1780                                               |                                                    | 1 643                                              |                                                    |
| 1790 | 1790                                               |                                                    | 1 592                                              |                                                    |
| 1810 | 1810                                               |                                                    | 1 723                                              |                                                    |
| 1820 | 1820                                               |                                                    | 1 877                                              |                                                    |
| 1830 | 1830                                               |                                                    | 2 089                                              |                                                    |
| 1840 | 1840                                               |                                                    | 2 098                                              |                                                    |
| 1850 | 1850                                               |                                                    | 2 518                                              |                                                    |
| 1860 | 1860                                               |                                                    | 2 652                                              |                                                    |
| 1870 | 1870                                               |                                                    | 2 707                                              |                                                    |
| 1880 | 1880                                               |                                                    | 2 838                                              |                                                    |
| 1890 | 1890                                               |                                                    | 2 816                                              |                                                    |
| 1900 | 1900                                               |                                                    | 2 727                                              |                                                    |
| 1910 | 1910                                               |                                                    | 2 658                                              |                                                    |
| 1920 | 1920                                               |                                                    | 2 727                                              |                                                    |
| 1930 | 1930                                               |                                                    | 2 661                                              |                                                    |
| 1940 | 1940                                               |                                                    | 2 639                                              |                                                    |
| 1950 | 1950                                               |                                                    | 3 004                                              |                                                    |
| 1960 | 1960                                               |                                                    | 3 116                                              |                                                    |
| 1970 | 1970                                               |                                                    | 7 378                                              |                                                    |
| 1980 | 1980                                               |                                                    | 10 424                                             |                                                    |
| 1990 | 1990                                               |                                                    | 12 462                                             |                                                    |
| Anm: Källor: Umeå universitet - Tabellverket 1749-1859, Demografiska databasen, CEDAR, Umeå universitet |                                                    |                                                    |                                                    |                                                    |

## Bildgalleri

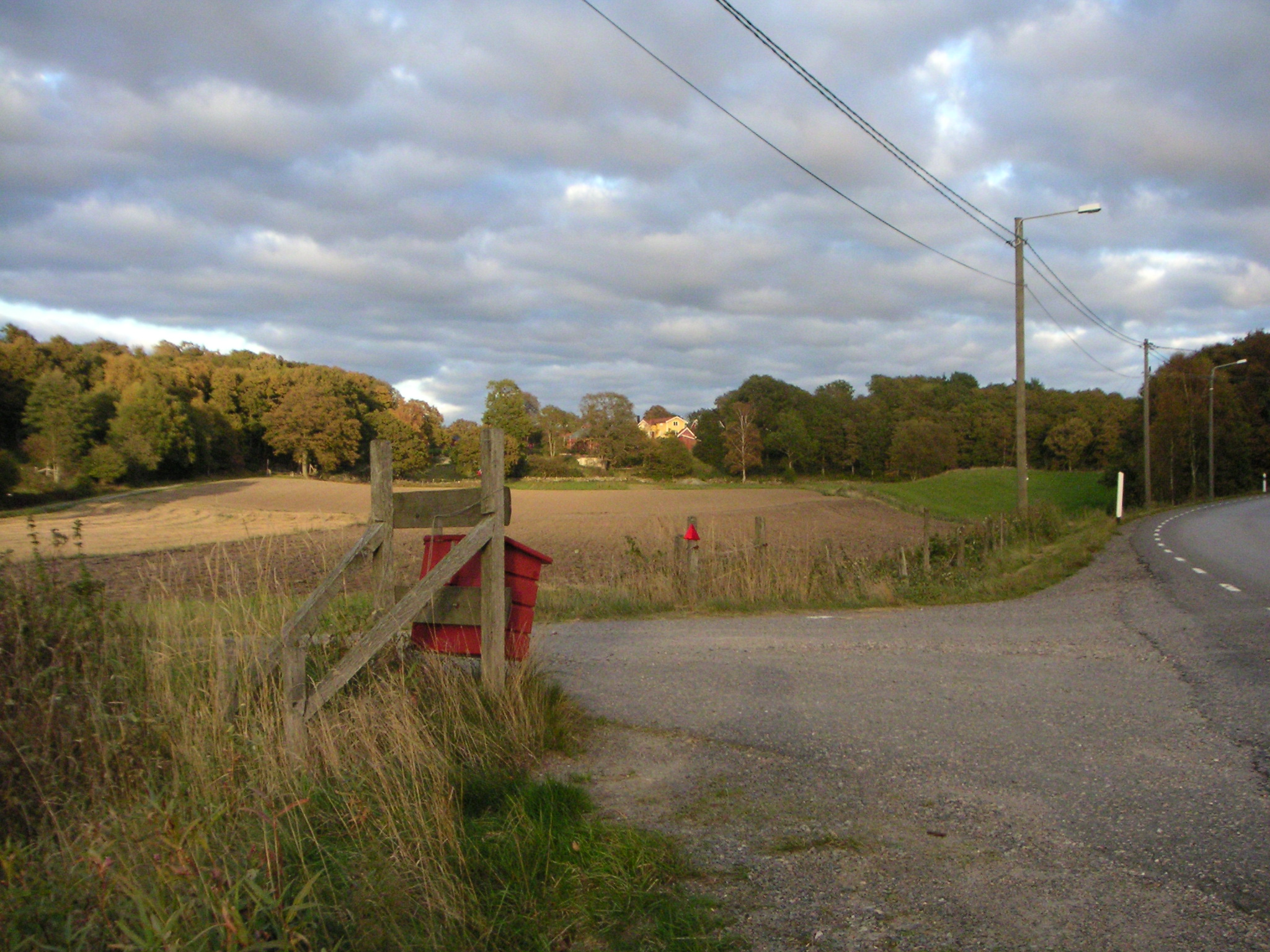
De västra utkanterna av socknen – tidigare benämnt Skogtorpa – har höjder och dalar om vartannat.
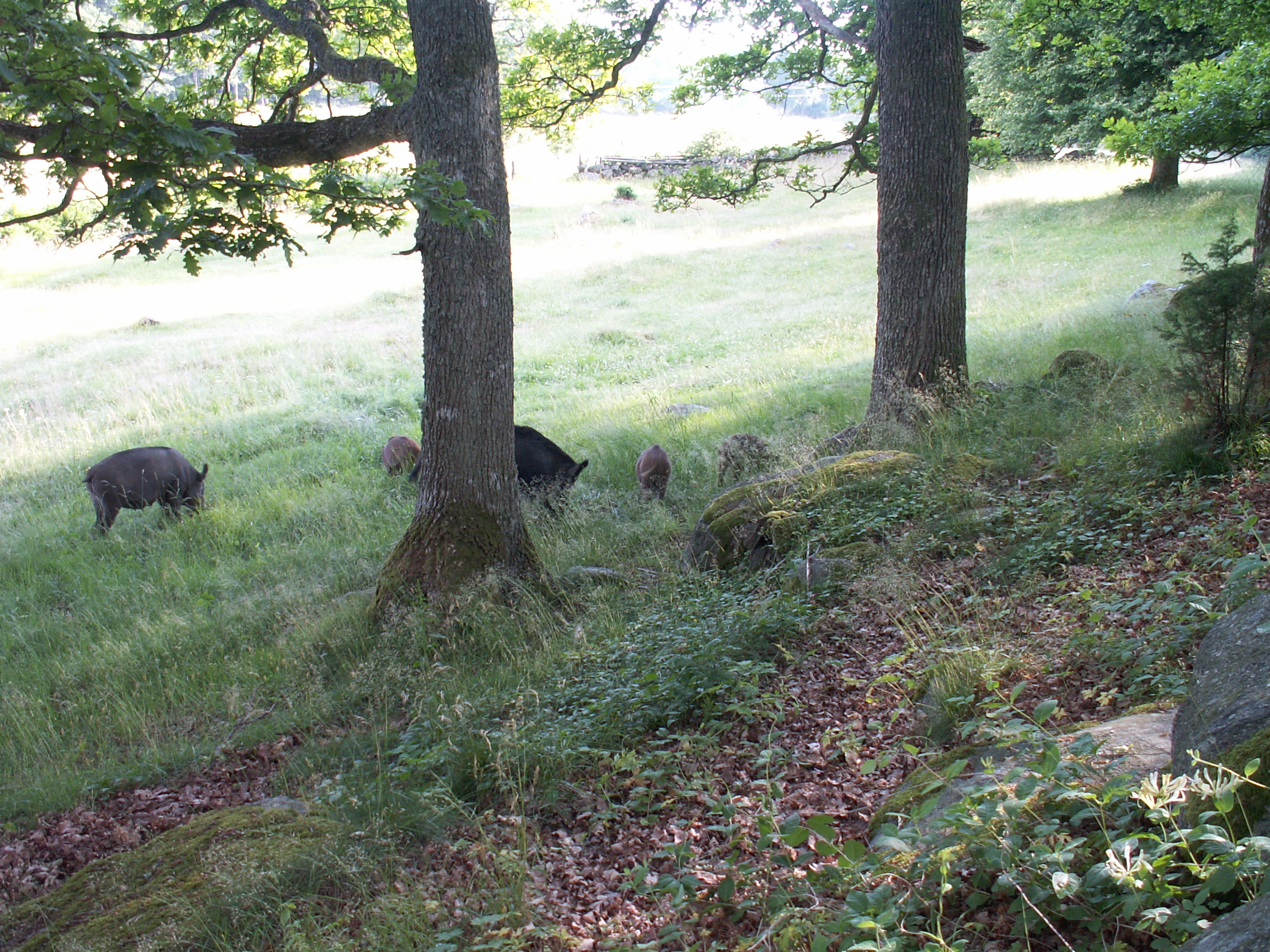
I dalsänkorna i väster samsas ekar med vildkaprifol och (från och till) vildsvin.
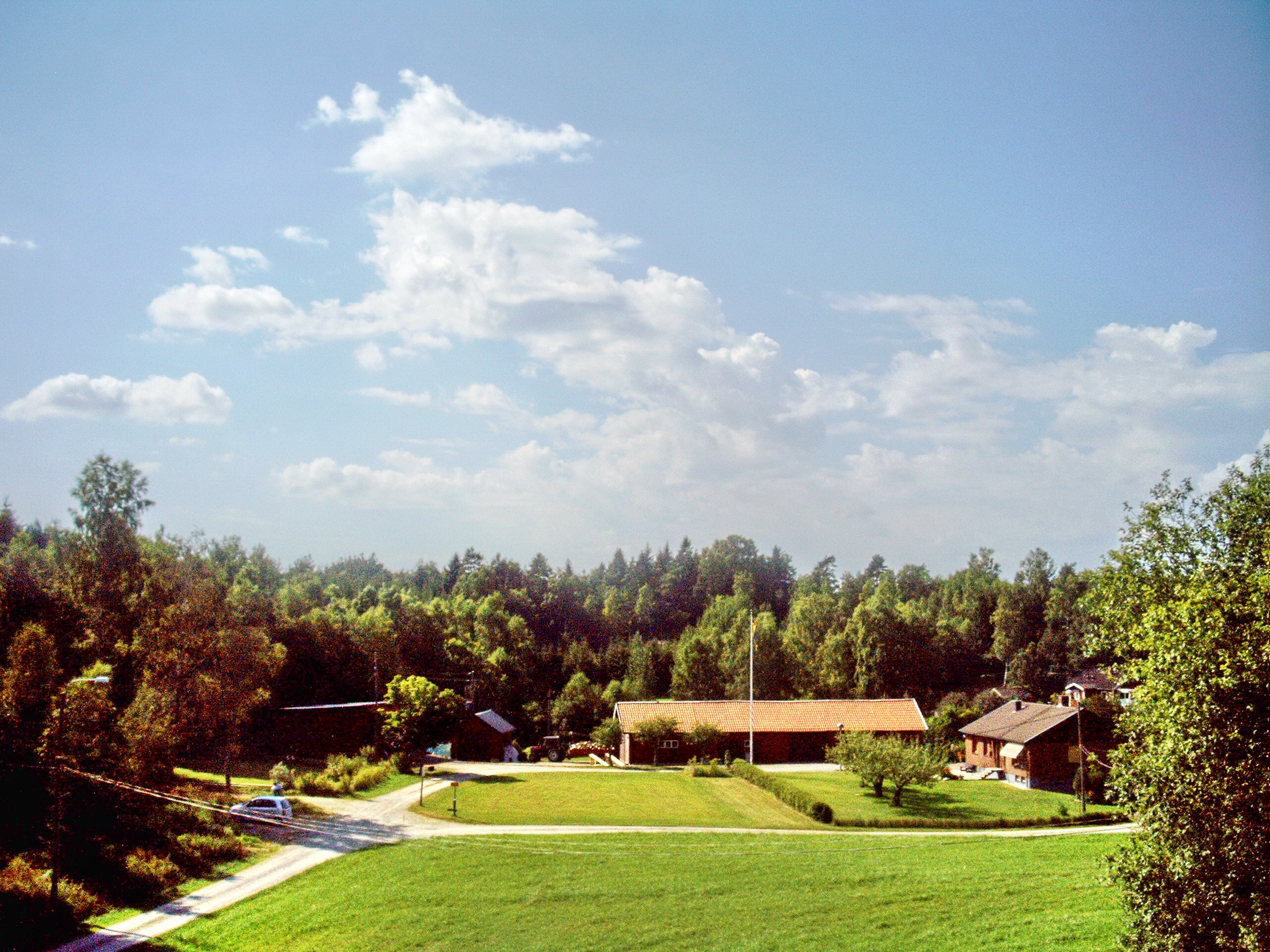
Humlekärr, ett mindre bostadsområde i skogsområdet väster om Fagered.
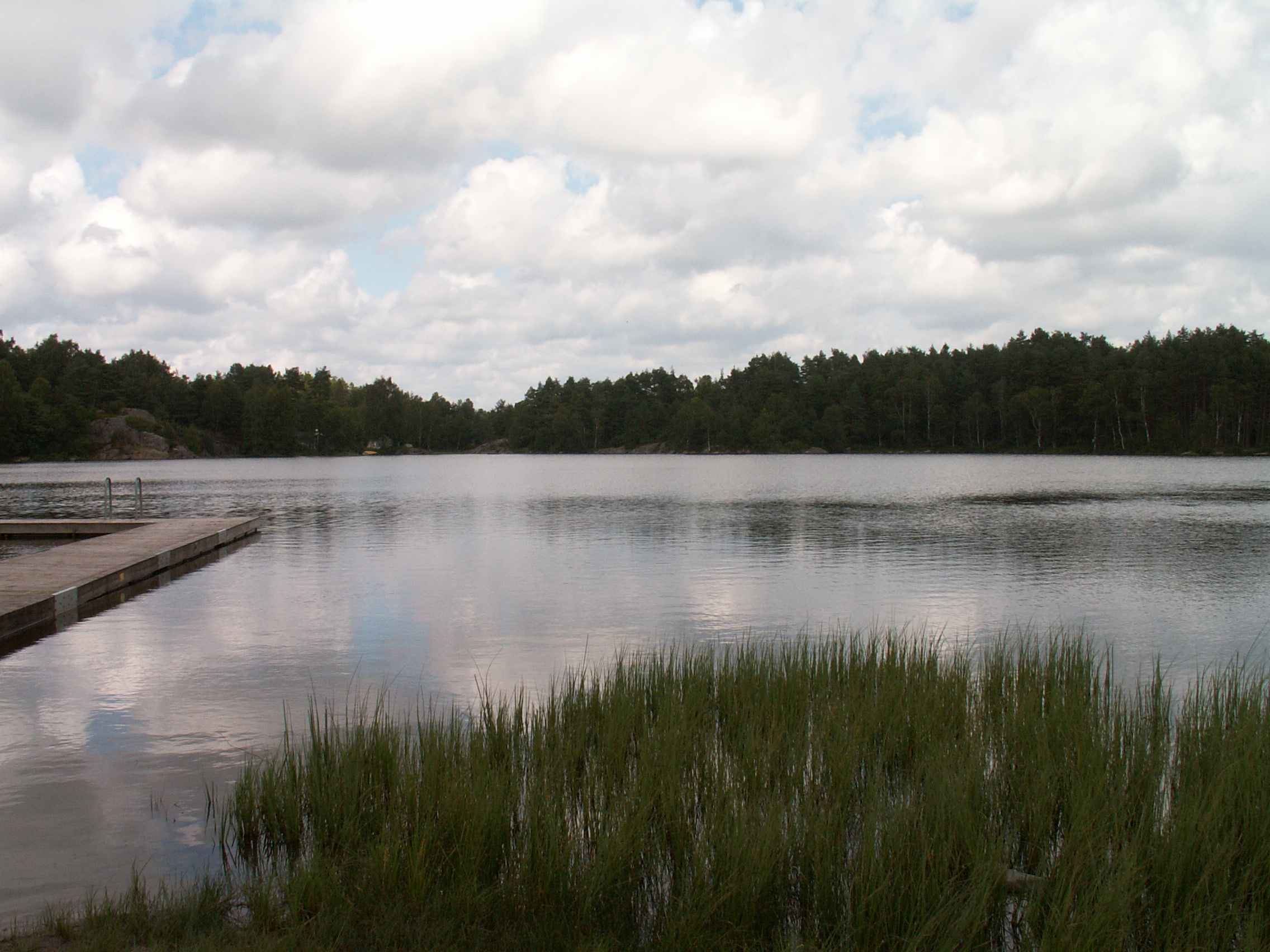
Södra Barnsjön, en populär badsjö i skogsområdet öster om Lindome kyrka.

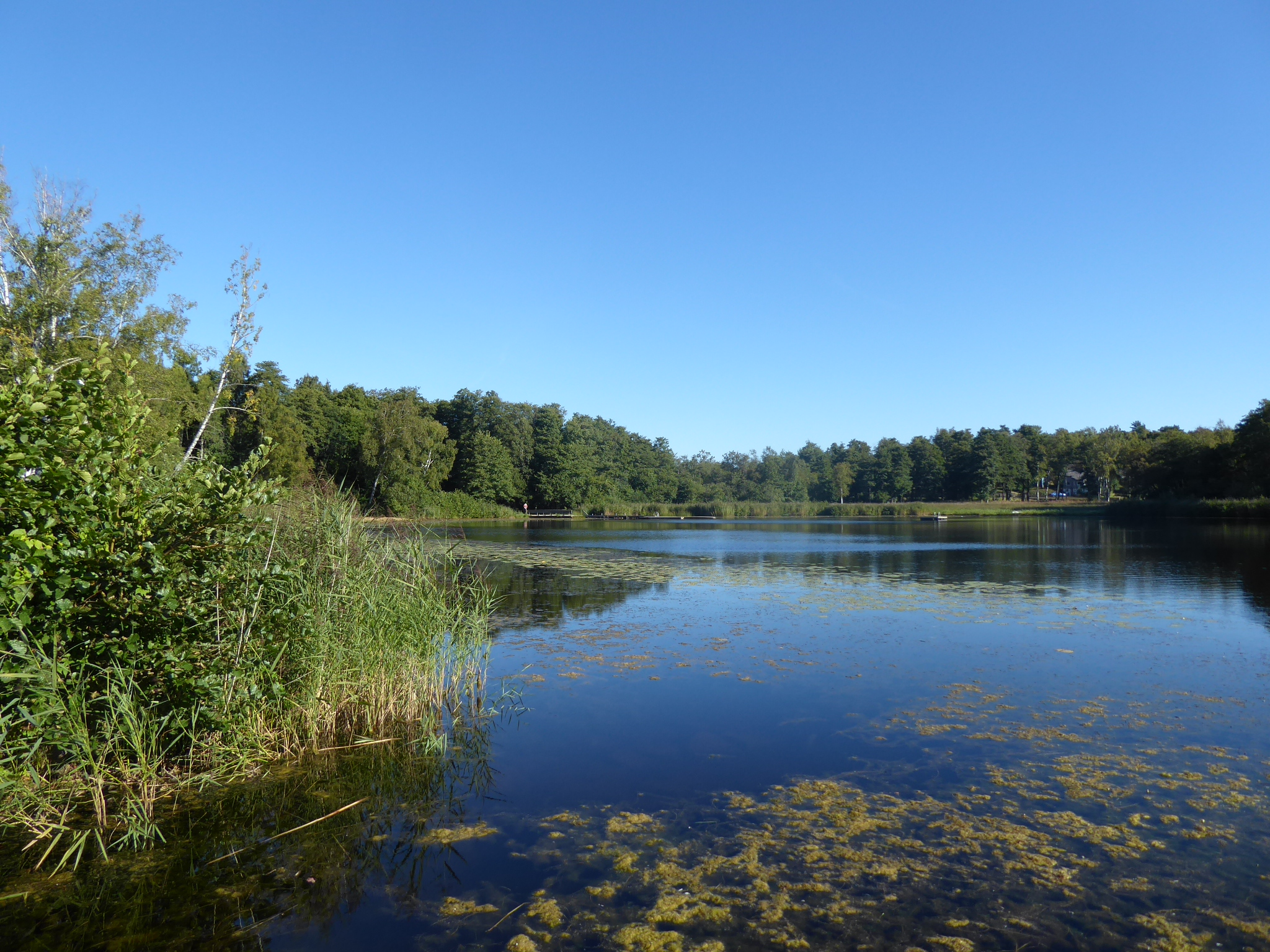
Fageredssjön från sydväst
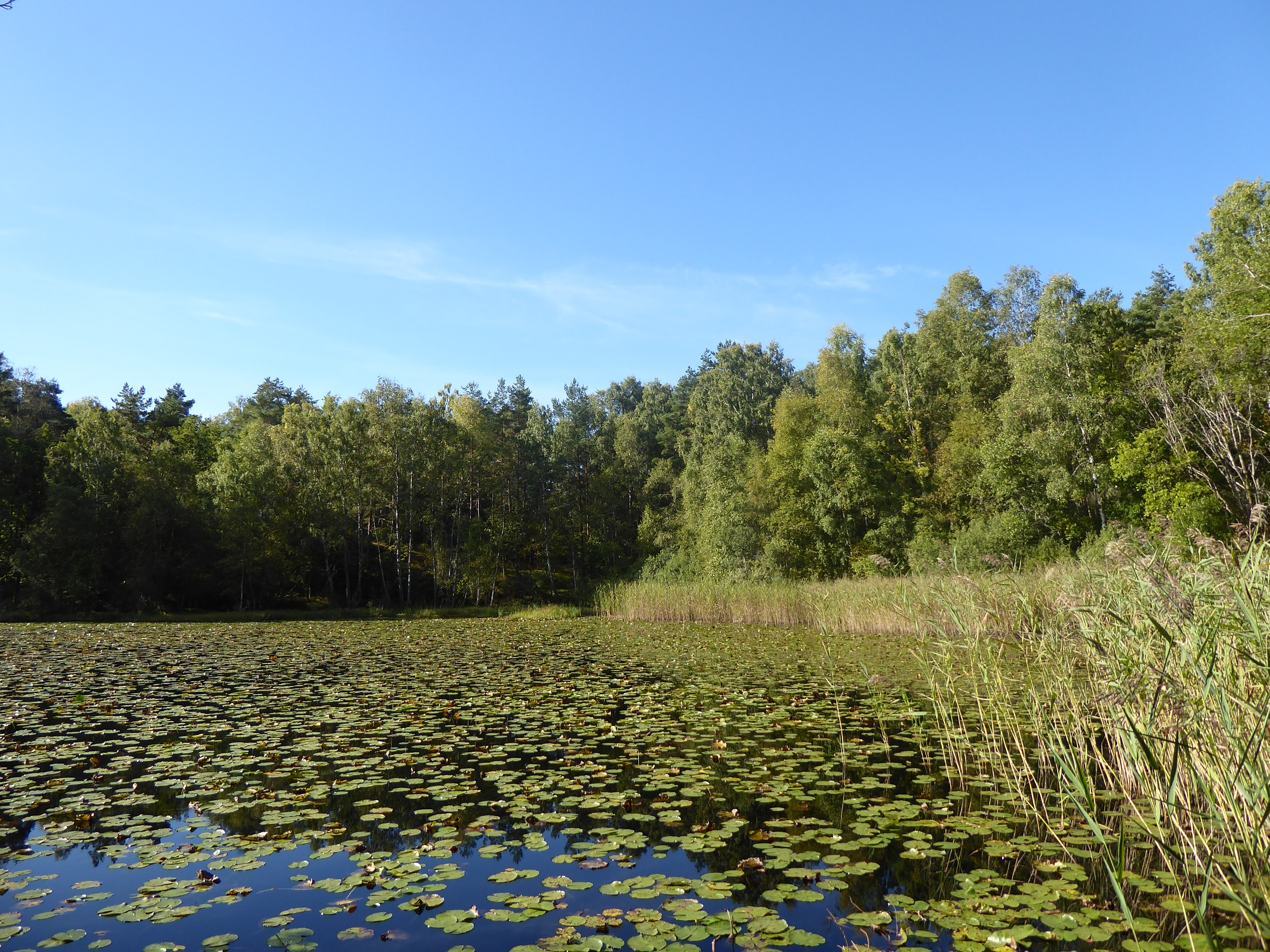
Isaks mosse strax norr om Lindome centrum
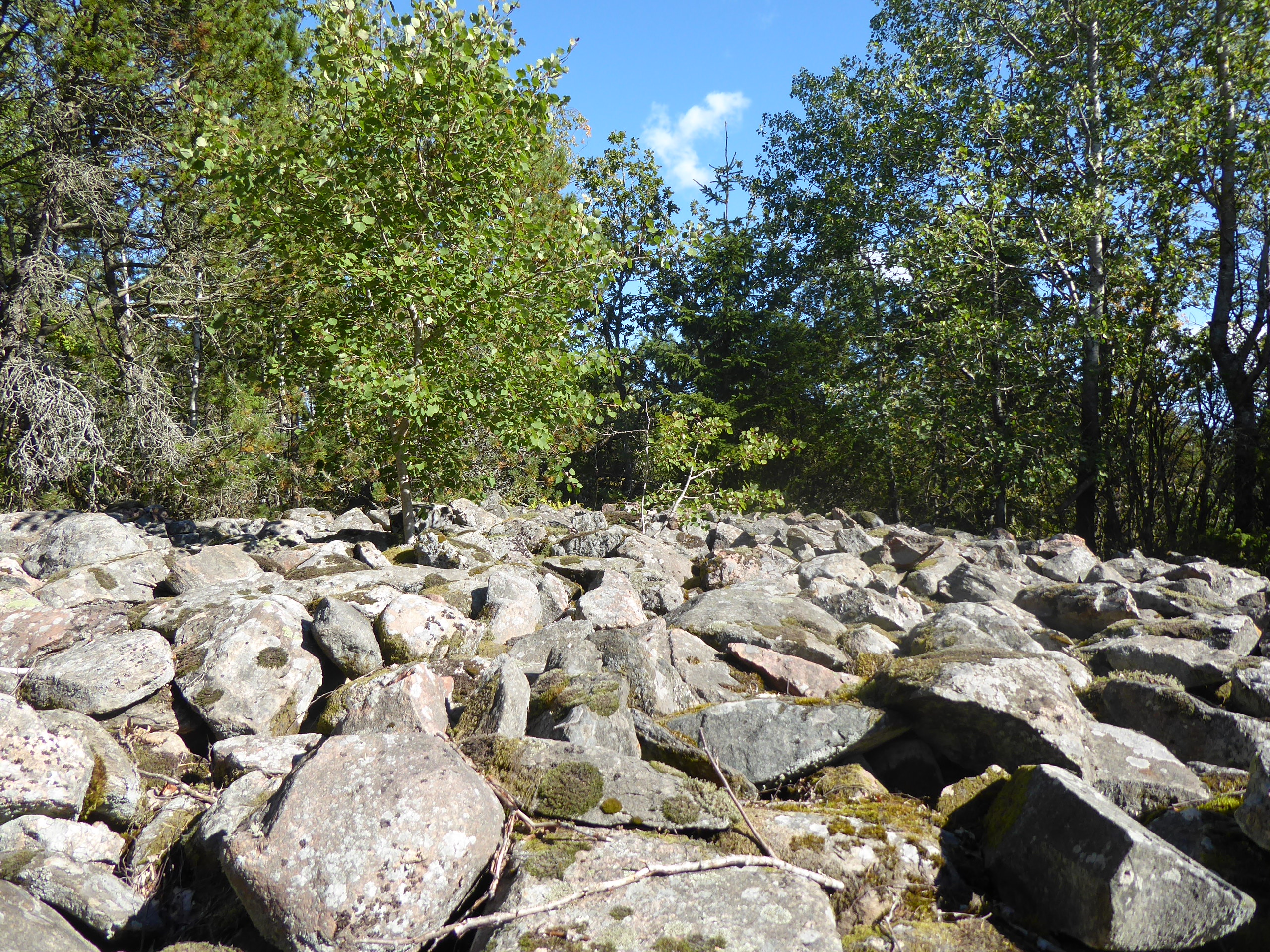
Bronsåldersröset på Stora Valås krön strax norr om Lindome centrum
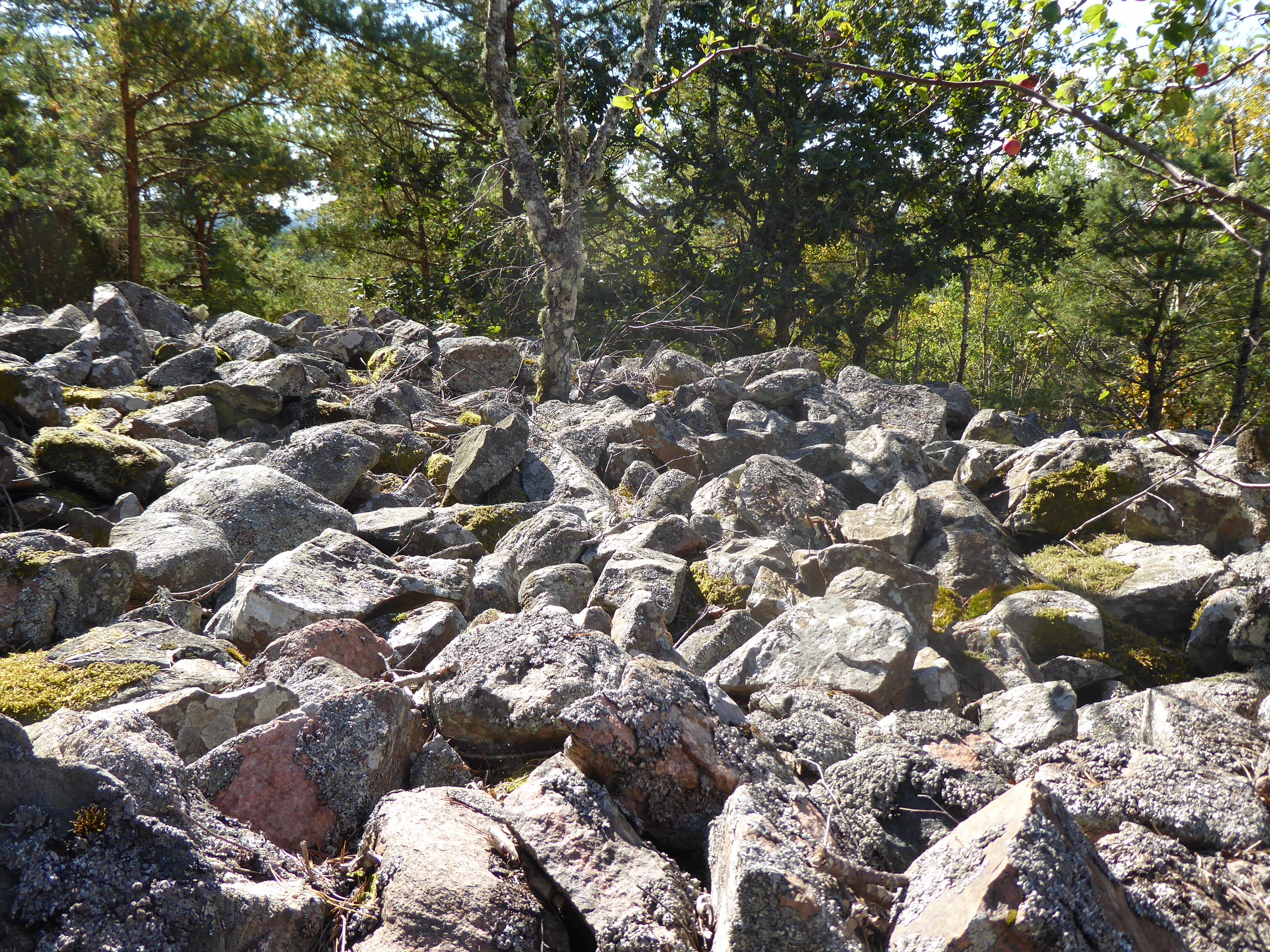
Det västra bronsåldersröset på Lilla Valås strax norr om Lindome centrum